# Чавес
Окръг Чавес (на английски: Chaves County) е окръг в щата Ню Мексико, Съединени американски щати. Площта му е 15 734 km², а населението – 64 866 души (2017). Административен център е град Розуел.